# Voo United Airlines 175
O voo United Airlines 175 foi um voo utilizado nos ataques terroristas de 11 de setembro de 2001. O voo saiu do Aeroporto Internacional Logan em Boston, Massachusetts em direção ao Aeroporto Internacional de Los Angeles em Los Angeles, Califórnia. No dia 11 de Setembro de 2001, o Boeing 767-222, da companhia United Airlines, prefixo N612UA foi sequestrado e caiu em Nova Iorque durante os atentados do 11 de Setembro. Ele foi o segundo avião a ser sequestrado naquela manhã e a colidir no World Trade Center. Foi um incidente  registrado ao vivo pela televisão. Dessa maneira, a notícia se espalhou por todo o mundo e seu desenrolar foi acompanhado por milhões. Anteriormente a ele, o voo 11, da companhia American Airlines, havia se chocado com o topo da torre 17 minutos antes.

## A aeronave

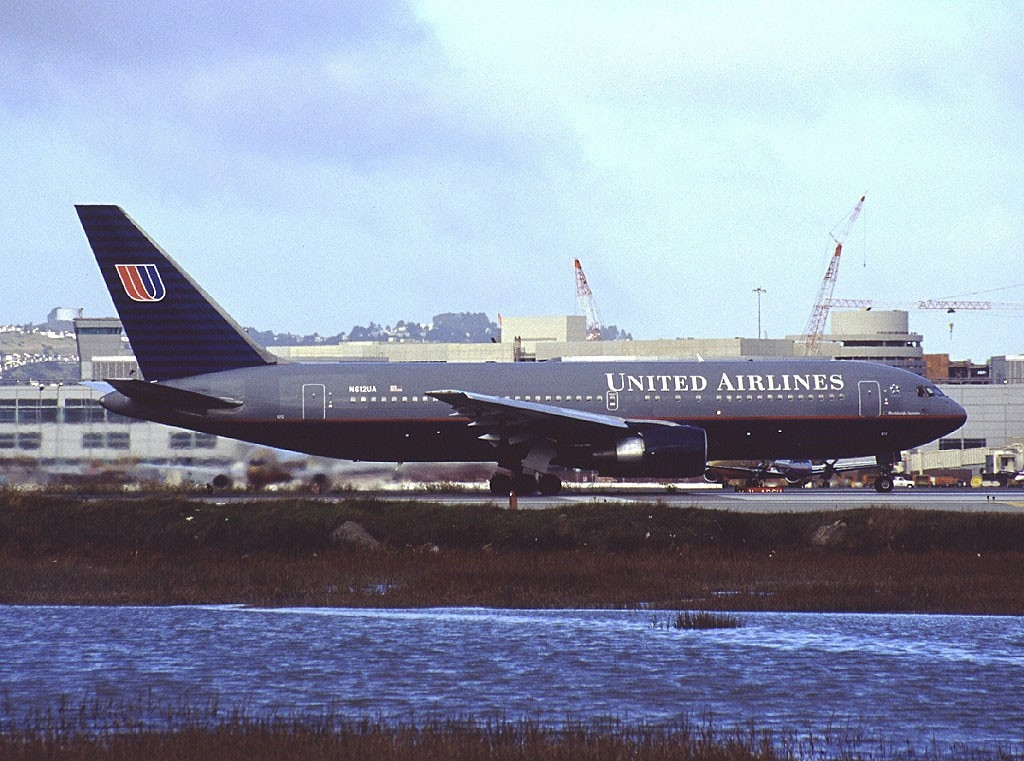
A aeronave Boeing 767-200 de registro N612UA no Aeroporto Internacional de San Francisco em 1999.

A aeronave envolvida no atentado foi um Boeing 767-200, registro N612UA, construído em 1983, com capacidade para 168 passageiros (10 na primeira classe, 32 na classe executiva e 126 na econômica, no dia do atentado o avião carregava 56 passageiros. 

## Embarque
Duas horas antes do embarque, al-Shehhi recebeu um telefonema de cinco minutos de Ziad Jarrah às 05:01. Jarrah foi escalado para sequestrar o vôo 93 de Newark, Nova Jersey, não muito longe das Torres Gêmeas. O objetivo da ligação era confirmar que eles estavam prontos para realizar os ataques. Hamza al-Ghamdi e Ahmed al-Ghamdi fizeram o check-out do hotel e    chamaram um táxi para levá-los ao Aeroporto Internacional Logan em Boston, Massachusetts. Eles chegaram ao balcão da United Airlines no Terminal C às 06:20, horário do leste. E Ahmed al-Ghamdi despachou duas malas. Ambos os sequestradores indicaram que queriam comprar ingressos, embora já tivessem bilhetes em papel, que foram comprados aproximadamente 2 semanas antes dos ataques. Eles tiveram problemas para responder às perguntas de segurança padrão, então o contra-agente repetiu as perguntas muito lentamente até ficar satisfeito com as respostas. O piloto sequestrador Marwan al-Shehhi despachou uma única mala às 06h45, e os outros sequestradores restantes, Fayez Banihammad e Mohand al-Shehri, fizeram o check-in às 06h53; Banihammad despachou duas malas. Nenhum dos sequestradores do voo 175 foi selecionado para exame extra pelo Computer Assisted Passenger Prescreening System (CAPPS). Nesse ínterim, al-Shehhi se aproximou de um telefone público e ligou para o celular de Mohamed Atta. Atta estava se preparando para embarcar no vôo 11 da American Airlines de outro terminal em Logan, e lançaria o avião contra a Torre Norte do World Trade Center 17 minutos antes de al-Shehhi colidir com a Torre Sul. Como a conversa anterior com Jarrah, a intenção desta comunicação final era confirmar que ambos estavam prontos para prosseguir com os ataques.
Shehhi e os outros sequestradores embarcaram no voo 175 entre 07h23 e 07h28. Banihammad embarcou primeiro e sentou-se no assento 2A da primeira classe, enquanto Mohand al-Shehri estava no assento 2B. Às 07h27, Shehhi e Ahmed al-Ghamdi embarcaram e sentaram-se nos assentos 6C e 9D da classe executiva, respectivamente. Um minuto depois, Hamza al-Ghamdi embarcou e sentou-se no 9C. O voo estava programado para sair às 08:00 com destino a Los Angeles . Cinquenta e um passageiros e os cinco sequestradores embarcaram no 767 pelo Portão 19 do Terminal C. O avião recuou às 07:58 e decolou às 08:14 da pista 9, quando o vôo 11 foi sequestrado. Por volta dessa época, o capitão e o primeiro oficial captaram uma comunicação alarmante de uma aeronave ainda não identificada, que eles presumiram ser a voz de um sequestrador; na verdade, mais tarde descobriu-se que a comunicação foi feita da cabine do vôo 11. Embora nervosos, eles optaram por não chamá-lo imediatamente, em vez disso, esperaram até que tivessem cruzado as frequências de rádio do Boston Center para as do New York Center .para evitar ser escutado. Às 08:33, a aeronave atingiu a altitude de cruzeiro de 31.000 pés (9.400 m), que é o ponto em que o serviço de cabine normalmente começaria. Buscando informações sobre o paradeiro do vôo 11, os controladores de tráfego aéreo perguntaram aos pilotos do vôo 175 se eles podiam ver o avião sequestrado. A tripulação não conseguiu localizar o avião a princípio, mas se corrigiu imediatamente ao perceber que o vôo  11 estava a 29.000 pés (8.800 m). O ATC então instruiu os pilotos a virar e evitar o vôo 11.

## Sequestradores

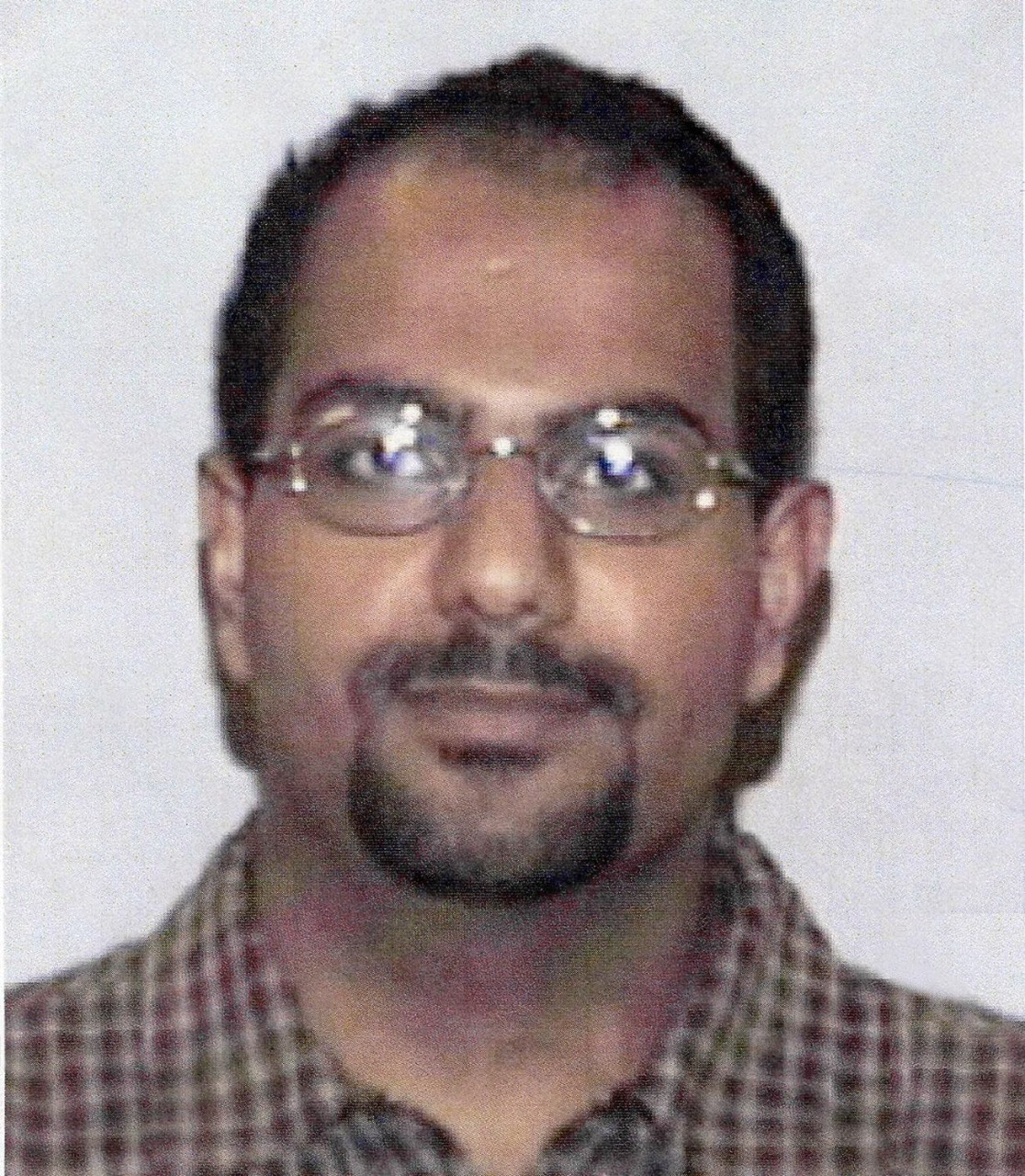
Marwan al-Shehhi, o líder e piloto

Havia cinco sequestradores a bordo do voo 175, sendo:
- Marwan al-Shehhi  Emirados Árabes Unidos (líder e piloto)
- Fayez Banihammad  Emirados Árabes Unidos
- Mohand al-Shehri  Arábia Saudita
- Hamza al-Ghamdi  Arábia Saudita
- Ahmed al-Ghamdi  Arábia Saudita

## O voo

Trajeto do voo 175 da United de Boston a Nova Iorque

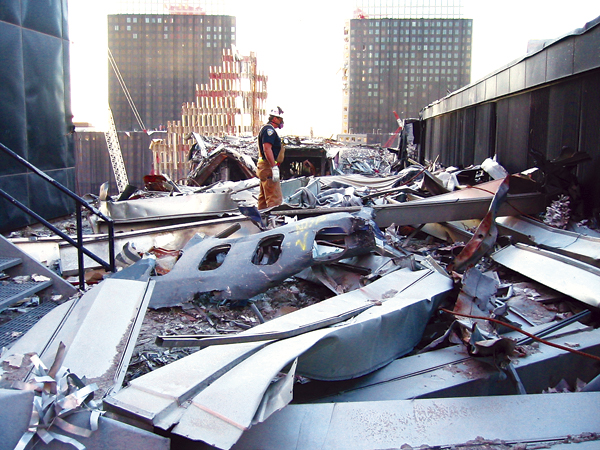
Parte da fuselagem no telhado do 5 World Trade Center.

O voo 175 foi programado para partir às 08h00min EDT do portão 26 às 07h59min. Devido aos atrasos no pátio, o voo partiu da pista de decolagem às 08h14min da pista 4R. O voo tinha sido programado para partir 14 minutos mais cedo, provavelmente um sequestro em torno do mesmo horário que o voo 11.
O voo foi pilotado pelo capitão Victor Saracini, com Michael Horrocks como primeiro oficial.  Às 08h37min:08, o controle de voo perguntou aos pilotos do UA175 se poderiam ver o voo 11 da American Airlines no seu alcance de visão, e a resposta era afirmativa. Foram requisitados a manter a distância do voo a partir do momento que sabiam se tratar de um sequestro. Aproximadamente 5 minutos mais tarde, o voo 175 foi sequestrado também.
Às 8h41min, o voo 175 relatou o controle de Nova Iorque sobre a transmissão do voo 11. Que era Mohamed Atta ; que era pra falar com os passageiros. Mas apertou o botão errado e enviou para o controle e foi a última transmissão do voo. Um minuto depois, o avião foi sequestrado quando o voo 11 estava a poucos minutos de atingir a Torre Norte.

## Sequestro
Às 8h42min, o voo 175 foi sequestrado na altitude de 31.000 pés (9.400 m). Acredita-se que Fayez Banihammad e Mohand al-Shehri entraram à força na cabine e mataram os pilotos, enquanto os irmãos Hamza al-Ghamdi e Ahmed al-Ghamdi começaram a forçar os passageiros e tripulantes ir pro fundo do avião, permitindo que Marwan al-Shehhi pilotasse o avião indo em direção a Nova Iorque. Às 8h46min30, o voo 11 colide contra a Torre Norte do World Trade Center e logo em seguida o transponder do voo 175 é desligado. O Controle de Nova Iorque não percebeu, apenas ficou focado nos outros aviões. Às 8h51min o controlador Dave Bottiglia percebeu que o transponder do voo 175 foi desligado; ele fez cinco tentativas de comunicar-se com o voo, mas sem resposta. Às 09h00, quando o avião chegou a 28.500 pés (8.800 m), al-Shehhi desceu e fez uma curva a esquerda em direção a Manhattan (ao sul). O NORAD percebeu o sequestro do voo 175 segundos antes de colidir contra a Torre Sul. Então eles decidiram ''interceptar'' o avião, mas já era tarde demais. 

## Impacto
Às 09h03min, Marwan al-Shehhi deliberadamente lançou o voo 175 contra a face sul da Torre 2 (Torre Sul) do World Trade Center viajando a aproximadamente 950 km/h (590 mph) e acertando entre os andares 77 e 85 com aproximadamente 10.000 galões do combustível de jato. Havia 56 passageiros a bordo (incluindo os 5 sequestradores) e outros 9 membros do grupo, nenhuma pessoa sobreviveu. Centenas foram mortas dentro da torre com suas explosões, fogo e posterior colapso. Ao redor 600 pessoas foram mortas imediatamente ou isoladas acima dos andares do impacto na Torre Sul (2 WTC).
De acordo com testemunhas oculares e vídeos amadores, o avião pareceu executar uma volta para a esquerda nos momentos finais. Estima-se que a razão para isso foi o receio do sequestrador de colidir contra um helicóptero, que se encontrava acima da Torre Norte, tentando salvar alguns possíveis sobreviventes. A imagem do impacto foi gravada por várias emissoras de televisão ao vivo e vídeos de amadores.
Alguns restos do avião foram recuperados próximos do atentado, incluindo o trem de pouso encontrado no alto de um edifício a oeste de um parque da Broadway, um motor foi encontrado no cruzamento das ruas Church e Murray, além de uma parte da fuselagem no alto do 5 World Trade Center.
Às 09h59min:04 a Torre Sul do World Trade Center desmoronou, vista e ouvida por milhões de pessoas por todo o mundo. Esteve de pé 56 minutos e 1 segundo após o impacto do voo 175.